# Фреарры
Фреарры (греч. Φρεάρριοι) были прибрежным демом (паралия) в регионе Древняя Аттика, принадлежащий к племени леонтиев (фила), с девятью-десятью представителями в Буле.
Они располагались примерно в 30 км (20 миль) к юго-востоку от Афин, граничили с демом Анафлистос на юго-западе, к северу от Аттического Олимпа, недалеко от современной Феризы (Φέριζα) в муниципалитете Лавреотики.
Афинский государственный деятель Фемистокл был уроженцем Фреарр.
Его участок расположен к востоку от современного Олимбоса.